# Rochelle (Illinois)
Rochelle es una ciudad ubicada en el condado de Ogle en el estado estadounidense de Illinois. En el Censo de 2010 tenía una población de 9574 habitantes y una densidad poblacional de 286,13 personas por km².

## Geografía
Rochelle se encuentra ubicada en las coordenadas 41°55′13″N 89°3′50″O / 41.92028, -89.06389. Según la Oficina del Censo de los Estados Unidos, Rochelle tiene una superficie total de 33.46 km², de la cual 33.41 km² corresponden a tierra firme y (0.15%) 0.05 km² es agua.

## Demografía
Según el censo de 2010, había 9574 personas residiendo en Rochelle. La densidad de población era de 286,13 hab./km². De los 9574 habitantes, Rochelle estaba compuesto por el 84.96% blancos, el 2.27% eran afroamericanos, el 0.31% eran amerindios, el 0.75% eran asiáticos, el 0.05% eran isleños del Pacífico, el 9.57% eran de otras razas y el 2.09% pertenecían a dos o más razas. Del total de la población el 23.54% eran hispanos o latinos de cualquier raza.